# Ейск (станция)
Ейск — железнодорожная станция Северо-Кавказской железной дороги, окончание железнодорожной ветви Староминская — Ейск. Открыта в 1911 году.

## Деятельность
В летний период со станции отправляются скорые поезда до Москвы и Санкт-Петербурга с прямым сообщением до Ростова-на-Дону, Воронежа, Липецка, Тулы, Рязани, Твери и других станций. Пригородное сообщение представлено рельсовым автобусом до ст. Староминская-Тимашёвская, круглогодично курсирующим в обе стороны три раза в день.
Объём выгрузки через железнодорожную станцию Ейск в 2007 году составил 2,56 млн тонн грузов (на 28 % больше, чем в 2006 году); более 87 % объёмов экспорта пришлось на чёрные металлы, каменный уголь, хлебные грузы.
За 8 месяцев 2017 года станцией обработано около 25 тысяч вагонов с общим весом перевезённых грузов в 1,556 млн тонн, что на 12 % больше показателя за аналогичный период 2016 года.